# Aeroportul Regional Bradford
Aeroportul Regional Bradford (IATA: BFD, ICAO: KBFD, FAA LID: BFD) este un aeroport din Pennsylvania, Statele Unite ale Americii ce deservește zona Bradford⁠(d). Aeroportul a fost tranzitat în 2019 de 8.586 de pasageri. A fost numit după zona deservită.
Situat la o altitudine de 653 m, aeroportul dispune de 2 piste.

## Infrastructură

### Piste
Aeroportul dispune de 2 piste. Pista 05/23 are suprafața de asfalt și dimensiunile 4.499 picioare × 100 picioare. Pista 14/32 are suprafața de asfalt și dimensiunile 6.306 picioare × 150 picioare. 